# Chạng vạng (bộ truyện)
Chạng vạng (tựa gốc tiếng Anh: Twilight) là bộ tiểu thuyết bốn tập của nhà văn Mĩ Stephenie Meyer, xoay quanh cuộc sống của Isabella "Bella" Swan, một thiếu nữ vừa chuyển tới Forks, Washington, và rẽ ngoặt cuộc đời khi sa vào tình yêu với Edward Cullen - một ma cà rồng.
Bộ truyện được kể theo ngôi thứ nhất, điểm nhìn của Bella ngoại trừ trong Eclipse có một phần kể theo lời Jacob Black. Midnight Sun kể lại tập 1 (chạng vạng) theo điểm nhìn của Edward Cullen.
Chạng vạng là bộ tiểu thuyết thịnh hành trong giới trẻ, đã bán hơn 40 triệu bản trên toàn thế giới được dịch ra hơn 37 ngôn ngữ toàn cầu. Bốn cuốn Chạng vạng là những sách bán chạy nhất năm 2008 trong danh sách Best-seller của USA Today.

## Nội dung

### Chạng vạng
Bella Swan chuyển từ Phoenix, Arizona tới Forks, Washington để mẹ cô, Renée chuyển tới chỗ dượng Phil, một cầu thủ bóng chày tầm trung. Sau khi đến Forks, Bella để ý tới chàng trai quyến rũ, bí ẩn Edward Cullen. Sau rồi cô khám phá ra chàng là thành viên của một gia đình ma cà rồng uống máu động vật thay cho máu người. Edward và Bella yêu nhau, nhưng James, một ma cà rồng tàn bạo, ham muốn được uống máu Bella. Edward và nhà Cullens bảo vệ Bella. Cô trốn tới Phoenix, Arizona, rồi chạm trán với James và suýt bị hắn giết. Cô bị thương nặng, nhưng Edward cứu cô và cùng trở về Forks.

### Trăng non
Edward và gia đình rời Forks vì nghĩ rằng họ là mối đe doạ cho cuộc sống của Bella. Bella bỗng rơi vào tuyệt vọng, cho đến khi làm bạn với người sói Jacob Black. Jacob và đồng đội bảo vệ cô khỏi Victoria, một ả ma cà rồng đang tìm cách trả thù cho người tình James bằng cách giết Bella. Hiểu lầm Bella đã chết, Edward quyết định tới Volterra, Italy để xin cái chết, nhưng bị ngăn cản kịp thời bởi Bella và Alice, em nuôi Edward. Họ diện kiến Volturi, nhà ma cà rồng hùng mạnh, và bị đặt điều kiện về việc Bella sẽ trở thành ma cà rồng trong tương lai gần. Bella và Edward quay lại với nhau, và nhà Cullen trở lại Forks.

### Nhật thực
Victoria thành lập một đội quân ma cà rồng "mới sinh" để chống lại nhà Cullen và giết Bella. Trong khi đó, Bella buộc phải lựa chọn giữa tình yêu với Edward và tình bạn với Jacob. Gia đình ma cà rồng của Edward và đội người sói của Jacob liên hiệp để tiêu diệt Victoria và bè lũ của ả. Cuối truyện, Bella lựa chọn tình yêu của Edward mà không phải Jacob và nhận lời cầu hôn của chàng.

### Hừng Đông
Bella và Edward làm đám cưới, nhưng tuần trăng mật bị rút ngắn khi Bella biết mình mang thai. Tình trạng thai nghén phát triển rất nhanh khiến cô yếu đi rõ rệt. Cô suýt chết khi sinh con gái Renesmee, nhưng Edward đã biến đổi cô thành ma cà rồng. Một ả ma cà rồng khác gặp Renesmee và lầm tưởng cô bé là "đứa trẻ bất tử", kẻ không được phép sống sót theo luật ma cà rồng, và báo với Volturi. Nhà Cullen tập hợp nhân chứng để chứng tỏ cô bé là ma cà rồng lai. Phát hiện ra sự thật, Volturi quay về, mọi việc kết thúc trong hoà bình.

### Mặt trời lúc nửa đêm
Kể lại Chạng vạng theo góc nhìn của Edward.

## Nhân vật chính
- Isabella "Bella" Swan
- Edward Cullen
- Jacob Black

## Bối cảnh
Câu chuyện lấy bối cảnh chính ở thị trấn Forks, Washington, nơi Bella sống cùng bố Charlie Swan. Một vài thành phố ở Washington xuất hiện thoáng qua, như Port Angeles, Olympia, Seattle và La Push. Vài sự việc trong Chạng vạng diễn ra ở Phoenix, Arizona, nơi Bella lớn lên. Volterra, Italy xuất hiện trong Trăng non, là nơi Edward đến để thực hiện ý định tự tử khi lầm tưởng Bella đã chết. Jacksonville, Florida, được đề cập lần đầu trong Chạng vạng và lần sau trong Eclipse, khi Edward và Bella đi thăm mẹ cô đang sống cùng người chồng mới. Seattle, Washington trong Breaking Dawn là nơi Jacob cố trốn chạy tình yêu với Bella, và khi Bella cố gắng liên lạc với người tên J. Jenks. Hòn đảo hư cấu "Isle Esme" thuộc bờ biển Brasil được nhắc đến trong Breaking Dawn, nơi Edward và Bella nghỉ tuần trăng mật.

## Cấu trúc và thể loại
Chạng vạng thuộc thể loại dành cho giới trẻ, tưởng tượng và lãng mạn, mặc dù Meyer cho rằng cuốn sách của mình như " một truyện hài hước li kì và lãng mạn". Tuy nhiên, cô không thích cuốn sách của mình được xem như "lãng mạn hơn bất cứ điều gì khác". Serie khai thác chuyện tình dị giáo giữa Bella - một con người và chàng ma cà rồng Edward, cũng như mối tình tay ba giữa Bella, Edward, và Jacob, một người sói. Cuốn sách tránh đi sâu về tình dục, bệnh tật và thô tục vì theo Meyer, "Tôi không nghĩ teen muốn đọc về sex rẻ tiền"
Bộ truyện được xem là một tiểu thuyết kinh điển nói về ma cà rồng.
Bộ truyện được kể theo ngôi thứ nhất, điểm nhìn của Bella ngoại trừ trong "Eclipse" và "Breaking Dawn" có một phần kể theo lời Jacob Black.

## Cảm hứng
Theo tác giả, cuốn sách của bà "về sự sống, không phải cái chết" và "tình yêu, không phải tình dục". Mỗi cuốn đều được lấy cảm hứng từ những tác phẩm văn học cổ điển: Chạng vạng từ Kiêu hãnh và định kiến của Jane Austen; Trăng non từ Romeo and Juliet của Shakespeare; Eclipse trong Đồi gió hú của Emily Brontë; và Breaking Dawn từ một vở kịch Shakespeare, Giấc mộng đêm hè.

## Khởi nguồn
Stephenie Meyer nói rằng ý tưởng Chạng vạng đến với bà qua một giấc mơ đêm 2 tháng 6 năm 2003. Giấc mơ về một thiếu nữ, và một ma cà rồng vừa yêu nàng lại vừa thèm khát máu nàng. Từ giấc mơ đó, Meyer viết chương 13 của truyện. Mặc dù ít kinh nghiệm viết nhưng trong 3 tháng Meyer đã thể hiện giấc mơ lạ lùng ấy thành một tiểu thuyết hoàn chỉnh. Tiểu thuyết được phát hành năm 2005.
Twilight nhanh chóng giành được nhiều vinh danh văn chương:
- Sách chọn lọc của Thời báo New York
- Sách hay nhất trong năm của Publishers Weekly
- "Best Book of the Decade...So Far" (Những cuốn sách hay nhất thập kỉ) của Amazon.com
- "Hot List" (Danh sách nóng) của Teen People
- Danh sách của Thư viên xã hội Mĩ "Top Ten Best Book for Young Adults" (Top 10 sách cho giới trẻ) và "Top Ten Books for Reluctant Readers" (Top 10 cho độc giả khó tính)
- Đứng thứ 5 trong Danh sách Best Seller của Thời báo New York cho tiểu thuyết chương hồi dành cho giới trẻ [11]

## Phê bình
Bộ truyện nhận được nhiều luồng ý kiến phê bình. Larry Carrol trên kênh MTV Movies cho rằng chuyện giữa Edward và Bella "một câu chuyện tình kinh điển cho mọi thế hệ"
Natalie Pompillo của The Philadelphia Inquirer chỉ trích cách viết của Meyer: "Bella thường bị choáng váng bởi vẻ đẹp và sự hoàn hảo băng giá của Edward, theo cái kiểu mà tôi muốn nói "Chúng ta thấy. Cô ta nghĩ anh ấy nổi bật. Bám riết." Tác giả ưa sử dụng tính từ, trạng từ, và những từ ngữ làm câu thêm rườm rà."
Cuốn sách cũng bị phê bình vì cách miêu tả thành kiến giới tính với nhân vật nữ, dễ thấy như kiểu cư xử của Bella Swan khi bị ám ảnh bởi Edward Cullen và những hành động anh hùng của chàng.

## Dựng phim
Kịch bản Twilight được viết bởi Melissa Rosenberg và chuyển thể thành phim bởi Summit Entertainment. Đạo diễn phim Catherine Hardwicke, nhân vật chính Kristen Stewart và Robert Pattinson. Bộ phim ra mắt tại Mĩ ngày 21 tháng 11 năm 2008. Twilight: The Complete Illustrated Movie Companion, written by Mark Cotta Vaz, was released October 28.
22 tháng 11 năm 2008, nối tiếp thành công của Chạng vạng, Summit Entertainment xác nhận sẽ thực hiện tiếp phần hai dựa trên Trăng non.

## Truyện tranh
- Chạng vạng - Twilight: The Graphic Novel|Twilight: The Graphic Novel]] của họa sĩ Hàn Quốc Young Kim dự kiến phát hành ngày (16 tháng 3)6735/ra-mat-phien-ban-truyen-tranh-cua-twilight.chn Ra mắt phiên bản truyện tranh của Twilight]